# Orchestre philharmonique de Prague

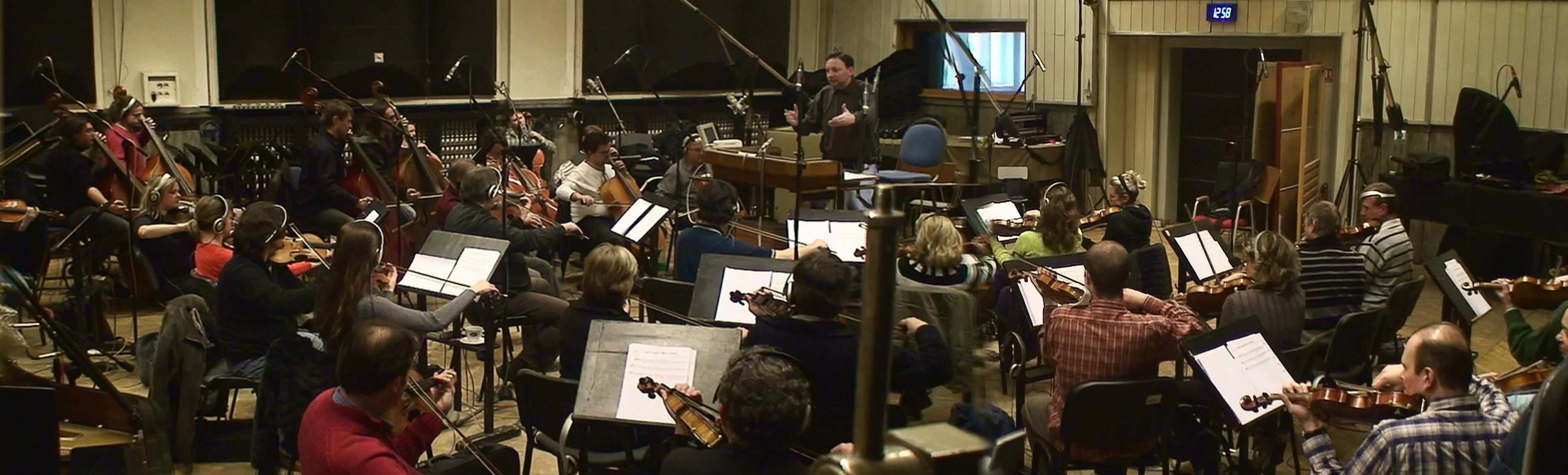
Répétition sous la direction de Thierry Malet en 2015.

L'Orchestre philharmonique de Prague est la réunion de deux orchestres connus sous les noms de Tschechische Symphoniker Prag et de l'orchestre national Film Symphonie Orchestrer Prag Barrandov, ce dernier étant auparavant attaché aux studios de cinéma Barrandov de renommée mondiale. 
À la suite des changements politiques et économiques survenus en 1989, ces deux orchestres fondés dans les années 1950 furent privatisés et réunis en une seule entité.

## Évolution récente
L'arrivée de Boris Jedlicka, premier trompettiste et actuel Directeur chargé des tournées internationales depuis le début des années 2000, a profondément métamorphosé la structure ainsi que le potentiel musical de l'Orchestre philharmonique de Prague. Conseil artistique et instigateur de nombreuses tournées en Allemagne et en France depuis 2003, il a gagné le pari d'imposer sur la scène internationale une formation pourtant très ancrée dans la tradition des studios et d'en faire un orchestre classique de premier plan.
Depuis 2009, l'Orchestre philharmonique de Prague évolue également et de plus en plus sous l'appellation Prague Concert Philharmonic, utilisable indifféremment selon les pays et par conséquent plus adaptée au marché international.

## Présentation
Composé de l'élite des musiciens professionnels tchèques, l'Orchestre philharmonique de Prague compte aujourd'hui quelque cent cinquante membres, dont au moins cent permanents en raison d'activités importantes générées par les studios de cinéma à Prague. Cet ensemble constitue la plus grande formation privée en Europe, elle n'est donc pas subventionnée.
Son expérience en matière de musique symphonique et d'opéra, de musique de film, de spectacles musicaux (rock, jazz, variétés) et de comédies musicales lui confère une polyvalence et une faculté d'adaptation quasi uniques en Europe.
L'Orchestre philharmonique de Prague dispose d'un capital humain et artistique apprécié des chefs, solistes, chœurs et artistes qui le sollicitent. Avec des services d'arrangeurs de haut niveau sur des œuvres très variées, l'Orchestre philharmonique de Prague continue d'enrichir très régulièrement la base éditoriale internationale.
Saluée par la critique dans de nombreux pays, cette grande formation musicale jouit d'un rayonnement important dans le monde entier.

## Singularité, spécificités
Les concerts classiques
L'Orchestre philharmonique de Prague se produit dans toute l'Europe en proposant un répertoire international allant de la musique baroque à la musique contemporaine. L'Orchestre philharmonique de Prague est évidemment très attaché à la culture musicale nationale et à la ville de Prague. Ses programmes sont marqués par l'empreinte des grands compositeurs tchèques; chacun à leur époque, ils ont su exalter le sentiment national et la culture tchèque à un niveau internationalement reconnu. Cette lignée de compositeurs classiques s'est enrichie de la grande tradition folklorique tchèque qui a fortement contribué à leur inspiration.
Les enregistrements et concerts de musiques de films, une véritable image de marque
(article en cours d'élaboration)
L'accompagnement d'artistes internationaux
L'Orchestre philharmonique de Prague accompagne régulièrement des artistes internationaux, que ce soit des chanteurs, des musiciens solistes ou des groupes musicaux provenant d'horizons variés (pop, rock, variété, jazz, lyrique). Sa capacité à s'adapter à des styles très variés en font un partenaire apprécié des productions les plus exigeantes. Parmi les personnalités qui ont fait appel à ses services : Ian Anderson - Jethro Tull, Barclay James Harvest featuring Les Holroyd, Florent Pagny, Véronique Sanson…